# Find 815
A Find 815 a Lost című sorozathoz kapcsolódó online játék. A játékban egy Sam Thomas nevű férfinak segítünk, hogy megtalálja Sonyát, a szerelmét, aki utaskísérő volt a lezuhant repülőn. A játék vagy 2004. november-december körül játszódik, illetve a közötti időpontok is szóba jöhetnek. A játék  2008. január 1-jétől január 31-ig tartott. A sorozatban Naomi utalt rá, hogy megtalálták a Oceanic 815-ös járatát. A játék végén Samék találták meg az ál-roncsot.

## A játékban megtudott dolgok
A Maxwell Group a Widmore vállalat egyik vállalata.
A Sziget a Csendes-óceánon van.
A Sziget a Szunda-árok környékén van.
2004. december 26-án Szumátra szigetét gigantikus erejű földrengés és hatalmas szökőár pusztította végig. 